# Ларенков, Сергей Викторович
Серге́й Ви́кторович Ларенко́в (род. 29 января 1970, Ленинград) — российский морской лоцман, фотохудожник, работающий в жанре исторической фотореконструкции или таймерографии (так этот жанр называет сам Сергей), блогер, автор проекта «Связь времен».

## Биография
Родился в Ленинграде в 1970 году. С детства увлекался рисованием, фотографией и парусным спортом. Выбрал профессию моряка благодаря своим увлечениям.
В 1994 году закончил Судоводительский факультет Санкт-Петербургского Государственного Университета Водных Коммуникаций. После чего работал штурманом, старпомом в Северо-Западном пароходстве.
С 2001 года работает морским лоцманом в порту Санкт-Петербург.
В 2004 году закончил Санкт-Петербургский государственный политехнический университет по специальности «Экономика и управление на предприятии».
С 2005 года в своё свободное время занимается созданием исторических фотоколлажей.
С 2013 года является одним из организаторов проекта Timera, в рамках которого родилось одноимённое приложение для смартфонов, позволяющее создавать фотоколлажи, накладывая старые фотографии на современные виды.
Женат, две дочери.

## Творчество
Особенность фотоколлажей жанра фотореконструкций, который одним из первых в России начал развивать Сергей Ларенков, — совмещение прошлого и настоящего, путём наложения на старую фотографию современной, сделанной с абсолютно той же точки и с тем же ракурсом. В результате этого создаётся изображение, вызывающее эффект исторического присутствия. В мире данный жанр затрагивает любые исторически важные события. Коллажи переносят зрителя из сегодняшнего дня в суровые будни войны, на улицы во время восстаний и демонстраций, на площади во время инаугураций президентов, к строительству важнейших сооружений. Большинство работ Сергея посвящено Великой Отечественной войне, и, в частности, Блокаде Ленинграда. Сергей использует в своём творчестве не только кадры, ставшие знаменитыми на весь мир, но также малоизвестные, сделанные по обе воюющие стороны. Большую часть исторических фотографий автору предоставляет Красногорский архив. В настоящий момент у автора имеется более 600 исторический фотоколлажей, сделанных в Санкт-Петербурге, Москве, Киеве, Минске, Одессе, Севастополе, Симферополе, Керчи, Ялте, Волгограде, Смоленске, Бресте, Туле, Калининграде, Риге, Берлине, Праге, Вене, Париже, Выборге и других городах. В развитие темы исторической фотореконструкции Сергей Ларенков создал несколько слайд-шоу в формате видеороликов, в которых старые фотографии проявляются из современных при полном соответствии наложения двух фотографий.

### Проекты
- 2005 — н. в. — «Петербург. Путешествие во времени» — наложение старинных открыток и акварелей с видами Санкт-Петербурга на современные виды города;
- 2008 — н. в. — «Связь времен. Блокада Ленинграда»;
- 2009 — 2013 — «Связь времен. Оборона Москвы»;
- 2010 — «Берлин, Прага, Вена спустя 65 лет»;
- 2010 — 2013 — «Париж 1940—1944/2010. Оккупация и освобождение»;
- 2011 — 2013 — «Выборг. Две войны» - совместный проект с Баиром Иринчеевым;
- 2012 — «Киев 1941—1943/2012»;
- 2012 — «Одесса 1941—1944/2012»;
- 2012 — «Симферополь—Севастополь—Керчь 1941—1944/2012»;
- 2013 — «Сталинград 1942—1943 — Волгоград 2013»;
- 2013 — «Брестская крепость 1941/2013»;
- 2013 — «Минск 1941—1944/2013»;
- 2013 — «Смоленск 1941—1943/2013»;
- 2013 — «Тула 1941/2013»;
- 2013 — «Кёнигсберг 1945 / Калининград 2013»;
- 2013 — «Рига 1941—1944/2013»;
- 2013 — н. в. — Timera — приложение для смартфонов;
- 2014 — «Новороссийск 1943—2014/2014»;
- 2014 — Проект к 100-летию вступления России в Первую Мировую войну;
- 2014 — «Мурманск 1941-1944/2014».

### Выставки
- 2009 — «Блокадные реликвии», музей «Особняк Румянцева» (Государственный музей истории Санкт-Петербурга), Санкт-Петербург;
- 2010 — Выставка фотоколлажей Сергея Ларенкова «Как будто не было блокады…», Монумент Героическим защитникам Ленинграда, Санкт-Петербург;
- 2010 — 2011 — Выставка работ Сергея Ларенкова при помощи издания «Российская газета», Онфлёр, Франция;
- 2011 — Выставка фотоколлажей «Шаги Победы», Монумент Героическим защитникам Ленинграда, Санкт-Петербург;
- 2011 — Выставка «Машина времени», Бордо, Франция;
- 2011 — Выставка фото-коллажей Сергея Ларенкова «Блокадный альбом», Арт-центр Пушкинская-10, Санкт-Петербург;
- 2012 — Выставка Сергея Ларенкова «Блокадный альбом», Представительство Россотрудничества, Симферополь, Украина;
- 2012 — Выставка фоторабот Сергея Ларенкова «Блокадный альбом», Новосибирск
- 2013 — «Победа — одна на всех», выставка, сопровождавшая автопробег на автомобилях Победа по Городам-героям;
- 2013 — Выставка «Перелом», Российский центр науки и культуры, Киев, Украина;
- 2013 — Фотовыставка «Связь времен!», Российский центр науки и культуры, Минск, Беларусь;
- 2013 — Выставка работ-фотоколлажей Сергея Ларенкова, приуроченная к 68-й годовщине окончания Великой Отечественной войны, киноцентр «Каскад», Петергоф;
- 2013 — Персональная выставка Сергея Ларенкова «Истории застывшие мгновенья», Представительство Россотрудничества, Севастополь, Украина;
- 2014 — Фотовыставка «Блокадный альбом», Музей истории города Киева, Киев, Украина;
- 2014 — «Связь времен», Библиотека имени Н. В. Гоголя, Санкт-Петербург;
- 2014 — «Сергей Ларенков. Блокадный альбом», Галерея Арт-Бюро, Санкт-Петербург;
- 2014 — Фотовыставка Сергей Ларенков «Связь времен. Блокадный Ленинград и современность», кинотеатр «Восход», Санкт-Петербург;
- 2014 — Фотовыставка «Невидимый Ленинград», Михайловский Манеж, Санкт-Петербург;
- 2014 — «Я говорю спасибо Ленинграду», музей «Невская Застава», Санкт-Петербург;
- 2014 — Выставка «Январский Гром» к 70-летию полного освобождения Ленинграда от фашистской блокады, Центральный музей Великой Отечественной войны, Москва;
- 2014 — Выставка работ фотографа Сергея Ларенкова «Блокадный альбом», Дом офицеров Западного военного округа, Санкт-Петербург;
- 2014 — Выставка работ Сергея Ларенкова «Невидимый Ленинград», Дом Молодёжи «ФОРПОСТ», Санкт-Петербург;
- 2014 — Выставка фоторабот Сергея Ларенкова «Связь времен», Кузьмоловский Дом Культуры, Санкт-Петербург;
- 2014 — Выставка фоторабот Сергея Ларенкова «Связь времен» в составе проекта «Гуманитарная экспедиция в Германии», Берлин, Дрезден, Лейпциг, Магдебург, Гамбург;
- 22—23 сентября 2014 — Выставка фоторабот Сергея Ларенкова «Связь времен» в рамках проекта «Победа — одна на всех», организованного Молодёжным Парламентом Югры, Пекин, КНР;
- 2015 — Выставка фоторабот Сергея Ларенкова «Связь времен», Нягань, ХМАО.

### Публикации
- Сергей Ларенков. Война: Эффект присутствия: Альбом фотореконструкций. — СПб., 2014. — 208 с.
- Акунин-Чхартишвили. Аристономия: роман. — М.: «Захаров», 2012. — 544 с.
- Hitler in Paris: How a Photograph Shocked a World at War by Don Nardo: illustration Sergey Larenkov
- Eastern Europe!: Everything You Need to Know About the History (and More) of a Region that Shaped Our World and Still Does by Tomek E. Jankowski: illustration Sergey Larenkov
- Денис Жуков, Сергей Ларенков, Баир Иринчеев. Битва за Ленинград. — Историко-Культурный Центр Карельского Перешейка, 2015. — 96 с.

### Фильмография
- 2009 — «Блокадный альбом» — видеоальбом, в котором кадры блокадного Ленинграда проявляются из современных фотографий Санкт-Петербурга;
- 2011 — «Москва. Память времени»;
- 2011 — «Вена. По следам русского вальса»;
- 2011 — «Выборг. Память старых стен»;
- 2011 — «Возрожденные из пепла и руин», Пушкин, Павловск, Петергоф;
- 2012 — «Лоцман во времени», режиссёр Александр Киселев, Санкт-Петербургская студия документальных фильмов, г. Санкт-Петербург.;
- 2013 — «Киев. Тени войны»;
- 2013 — «Севастополь. Заветный камень»;
- 2013 — «Сталинград 1942/1943 - Волгоград 2013. Эхо великой битвы»;
- 2013 — «Минск. Забытые раны войны»;
- 2013 — «У черного моря. Одесса 1941-1944/2013»;
- 2014 — «Ушедшие в забвение», к 100-летию вступления России в Первую Мировую войну;
- 2014 — «Твердыня Заполярья. Мурманск 1941-1944/2014»;
- 2014 — «Черные бушлаты».